# 木村恵吉郎
木村 恵吉郎（きむら けいきちろう、1877年（明治10年）1月11日 - 1945年（昭和20年）11月15日）は、日本の化学者。東京商科大学（現一橋大学）名誉教授。第2代東京写真専門学校（現東京工芸大学）校長。正三位勲一等。

## 人物・経歴
東京府出身。1900年第一高等学校卒業。1904年東京帝国大学工科大学応用化学科卒業、工学士。1906年東京高等商業学校（現一橋大学）助教授。1916年から1918年までアメリカ合衆国へ留学し応用化学及び商品学を研究。1920年から東京商科大学（現一橋大学）予科教授兼大学教授として、奈佐忠行とともに商品学を担当した。1921年東京商科大学予科主事。1937年退官、東京商科大学名誉教授、東京商科大学講師、叙正三位。1939年東京商科大学講師退任、第2代東京写真専門学校（現東京工芸大学）校長。1944年退任。専門は応用化学。

## 親族
父は木村信卿元陸軍少佐・地図課長。母は多忠寿元讃岐守の子。妻のゆきは松井直吉元東京帝国大学総長の長女。